# 代可可脂
代可可脂（英文：Cocoa Butter Replacer），简称CBR，是一種用以代替可可脂製作巧克力和可可粉的混淆品，透過以較廉宜的植物油提煉而成的人造食用油來替代可可脂內的部份脂肪成份。現時很多代可可脂都是由棕仁油取得的棕仁硬油脂，再經特殊氫化精煉而成。
由於天然可可脂以可可豆提煉，成本高昂，加上其熔點約為攝氏34-38度，在常溫下不容易保存，所以一些巧克力製造商會添加些代可可脂來減低成本，以及提高凝固程度。然而，因為熔點較高，雖然較易保存，但較難在口腔融化，加上味道也不及天然可可脂，因此較不受歡迎。
不仅如此，因为代可可脂的制作工艺与化学成分，使得食用代可可脂的人群易肥胖及患病，尤其是若含有反式脂肪，健康風險更高。